# Stars (virus informático)
Stars es un virus informático descubierto en Irán en abril de 2011. Teherán afirma que está siendo usado como herramienta para llevar a cabo espionaje. El virus Stars actualmente está siendo estudiado en un laboratorio de Irán, de forma que las principales empresas antivirus no tienen acceso a muestras y por lo tanto no pueden establecer relaciones con otros malware como Duqu o Stuxnet. Expertos informáticos extranjeros dicen que no tienen evidencias del virus y algunos incluso dudan de la existencia del mismo. Irán afirma que Stars es dañino para los ordenadores, que causa daños de poca importancia en la etapa inicial y que puede ser confundido con archivos ejecutables de organizaciones gubernamentales.
Éste es el segundo ataque reivindicado por Teherán después del gusano informático Stuxnet, descubierto en julio de 2010, el cual tenía como objetivo software industrial y equipos.
Investigadores de la compañía de seguridad Kaspersky creen que el virus Stars encontrado por los especialistas informáticos de Irán era alguna forma del virus Duqu.